# Nassinia tricolor
Nassinia tricolor är en fjärilsart som beskrevs av Thierry-mieg 1905. Nassinia tricolor ingår i släktet Nassinia och familjen mätare. Inga underarter finns listade i Catalogue of Life.